# Вацлав Сьвєжавський
Вацлав Юзеф Сьвєжавський (також Сьвєжавскі — пол. Wacław Józef Świerzawski; 14 травня 1927, Золочів — 7 жовтня 2017, Сандомир) — польський церковний діяч, професор, єпископ Сандомирської дієцезії РКЦ в 1992—2002 роках.

## Життєпис
Народився 14 травня 1927 року в Золочеві. Богословську освіту здобув у Вищій духовній семінарії у Львові. 11 грудня 1949 року отримав священничі свячення з рук львівського архієпископа і митрополита Евґеніуша Базяка.
Від 1957 року постійно проживав і працював у Кракові. У 1964—1968 роках студіював у Літургійному інституті св. Ансельма в Римі, де у 1968 році на підставі дисертації «Wiara i kult w komentarzach św. Tomasza z Akwinu do „Listów św. Pawła“» отримав докторат з богослов'я. У 1988—1992 роках був ректором Папської Богословської Академії у Кракові.
25 березня 1992 року рішенням папи Івана Павла II призначений єпископом Сандомирської дієцезії. Рукоположений 28 квітня 1992 року і введений до катедрального собору Різдва Діви Марії у Сандомирі. Головним святителем був архієпископ Юзеф Ковальчик, апостольський нунцій у Польщі. Своїм єпископським девізом нововисвячений єпископ обрав слова «Apostolus Iesu Christi» (Апостол Ісуса Христа).
Єпископ Сьвєжавський був автором книжок, наукових статей про літургійне та духовне богослов'я. Був членом наукових товариств в Польщі та закордоном. 7 жовтня 2002 року папа Іван Павло II прийняв його зречення з уряду Сандомирського єпископа.
Помер у Сандомирі 7 жовтня 2017 року.